# خورخي ريال
خورخي ريال (بالإسبانية: Jorge Rial)‏ هو كاتب وشخصية أعمال وصحفي أرجنتيني، ولد في 20 أكتوبر 1960 في مونرو في الأرجنتين.

## وصلات خارجية
- خورخي ريال على موقع IMDb (الإنجليزية)